# Грам атом
Грам−атом неког елемента је онолико грама тог елемента колико износи његова атомска тежина. Значи, грам−атом је атомска тежина елемента изражена у грамима.